# Loliinae
Sous-tribu
Les Loliinae sont une sous-tribu de plantes monocotylédones de la famille des Poaceae, sous-famille des Pooideae, qui comprend une dizaine de genres.
Deux genres sont particulièrement importants dans cette sous-tribu : Festuca et Lolium.
Le genre Festuca est vaste et complexe, avec plus de 600 espèces reconnues, aux multiples niveaux de ploïdie allant de diploïde (2n = 2x = 14) à dodécaploïde (2n = 12x = 84), tandis que Lolium est un petit genre avec 10 espèces reconnues, toutes diploïdes. On trouve dans ces deux genres plusieurs espèces importantes au plan économiques, qui sont cultivées soit pour la création de prairies ou la production de fourrage, soit pour la création de pelouses récréatives ou ornementales.
Le genre Lolium recèle les deux espèces de graminées les plus cultivées dans les régions tempérées : Lolium multiflorum (ray-grass d'Italie) et Lolium perenne (ray-grass anglais), caractérisées par leur croissance rapide et la bonne qualité du fourrage obtenu. On en connaît plus de 3000 cultivars dans le monde avec de nombreux hybrides produits de façon naturelle ou artificielle.
Le genre Festuca comprend aussi deux espèces fourragères importantes au plan agricole :  Festuca arundinacea (fétuque élevée) et Festuca pratensis (fétuque des prés). 

## Synonymes
Selon Soreng et al. :
- Festucinae J. Presl (1830),
- Psilurinae Pilg. ex Potztal (1969).

## Liste des genres
Selon Soreng et al.
- Castellia Tineo
- Drymochloa
- Festuca L., 1753 (y incl. Ctenopsis, Dielsiochloa, Hellerochloa, Loliolum, Micropyrum, Narduroides, Psilurus, Vulpia, Wangenheimia)
- Leucopoa Griseb., 1852 (y incl. Xanthochloa)
- Lolium L., 1753 (y incl. Micropyropsis, Schedonorus)
- Megalachne Steud., 1854
- Patzkea
- Podophorus Phil.
- Pseudobromus K.Schum., 1895